# Бруну Фернандіш
Бруну Мігел Боржиш Ферна́ндіш (порт. Bruno Fernandes, нар. 8 вересня 1994, Мая) — португальський футболіст, атакувальний півзахисник англійського «Манчестер Юнайтед» і збірної Португалії.

## Клубна кар'єра
Народився 8 вересня 1994 року в місті Мая. Разпочав займатись футболом у клубі «Інфеста», а з 2004 року навчався в академії «Боавішти».
27 серпня 2012 року Фернандіш переїхав до Італії, де підписав контракт з «Новарою». Після всього лише декількох тижнів тренувань з молодіжною командою, Бруну був переведений до першої команди. 3 листопада 2012 року у матчі проти «Читаделли» він дебютував у Серії Б. 22 лютого 2013 року в поєдинку проти «Спеції» Фернандіш забив свій перший гол за італійську команду. В підсумку португалець зіграв в більш ніж половині всіх ігор чемпіонаті, посівши з клубом п'яте місце в Серії Б і вівівши команду в плей-оф за право виходу в Серію А, де клуб зазнав невдачі.
Проте футболіст таки потрапив до Серії А, оскільки влітку того ж року Бруну за 2,5 млн євро перейшов в «Удінезе». 3 листопада в матчі проти «Інтернаціонале» він дебютував у Серії А, замінивши у другому таймі Роберто Перейру. 8 лютого 2014 року в поєдинку проти «К'єво» Фернандеш забив свій перший гол за «Удінезе». Всього встиг відіграти за команду з Удіне 86 матчів в національному чемпіонаті.
Влітку 2016 року Бруну перейшов в «Сампдорію». 28 серпня в матчі проти «Аталанти» він дебютував за нову команду, замінивши у другому таймі Едгара Баррето. 26 вересня в поєдинку проти «Кальярі» Фернандіш забив свій перший гол за «Сампдорію».
27 червня 2017 року Фернандіш за 9 мільйонів євро перейшов у лісабонський «Спортінг». 6 серпня в матчі проти «Авеша» він дебютував у Сангріш-лізі. У поєдинку проти «Віторії Гімарайнш» Бруну зробив «дубль», забивши свої перші голи за «Спортінг». Відразу став ключовим гравцем лісабонської команди, а також її капітаном.
Наприкінці січня 2020 року було оголошено про перехід португальця до англійського «Манчестер Юнайтед», якому гравець обійшовся в орієнтовні 47 мільйонів фунтів, і з яким було укладено контракт на 5,5 років.
9 березня 2024 року в матчі Прем'єр-ліги проти «Евертона» реалізував пенальті, який став для нього 29-м забитим одинадцятиметровим ударом за «Манчестер Юнайтед», таким чином він став найкращим пенальтистом в історії клубу, перевершивши попередній рекорд Руда ван Ністелроя (28).

## Виступи за збірні
2012 року дебютував у складі юнацької збірної Португалії, взяв участь у 2 іграх на юнацькому рівні. 
З 2014 року залучався до складу молодіжної збірної Португалії. У 2014 році в складі молодіжної збірної Португалії Фернандіш зіграв на Турнірі в Тулоні. У 2017 році в складі молодіжної збірної Португалії Фернандіш взяв участь у молодіжному чемпіонаті Європи у Польщі. На турнірі він зіграв у матчах проти команд Сербії та Іспанії. У поєдинку проти сербів Бруну забив гол. Всього на молодіжному рівні зіграв у 13 офіційних матчах, забив 3 голи.
2016 року захищав кольори олімпійської збірної Португалії на Олімпійських іграх 2016 року у Ріо-де-Жанейро. На турнірі він зіграв у матчах проти команд Аргентини, Гондурасу та Німеччини.
10 листопада 2017 року в товариському матчі проти збірної Саудівської Аравії Фернандіш дебютував за збірну Португалії.
Маючи на той час у своєму активі чотири товариські гри за збірну, був у травні 2018 року включений до її заявки на фінальну частину тогорічного чемпіонату світу. На мундіалі взяв участь у двох матчах групового етапу.

## Статистика виступів

### Статистика клубних виступів
Станом на 13 листопада 2022 року
| Сезон                         | Команда                       | Чемпіонат                     | Чемпіонат | Чемпіонат | Національний кубок | Національний кубок | Національний кубок | Континентальні кубки | Континентальні кубки | Континентальні кубки | Інші змагання | Інші змагання | Інші змагання | Усього | Усього |
| Сезон                         | Команда                       | Ліга                          | Ігор      | Голів     | Ліга               | Ігор               | Голів              | Ліга                 | Ігор                 | Голів                | Ліга          | Ігор          | Голів         | Ігор   | Голів  |
| ----------------------------- | ----------------------------- | ----------------------------- | --------- | --------- | ------------------ | ------------------ | ------------------ | -------------------- | -------------------- | -------------------- | ------------- | ------------- | ------------- | ------ | ------ |
| 2012–13                       | «Новара»                      | B                             | 21+2      | 4+0       | КІ                 | 0                  | 0                  |                      | -                    | -                    |               | -             | -             | 23     | 4      |
| 2013–14                       | «Удінезе»                     | A                             | 24        | 4         | КІ                 | 4                  | 0                  | ЛЄ                   | -                    | -                    |               | -             | -             | 28     | 4      |
| 2014–15                       | «Удінезе»                     | A                             | 31        | 3         | КІ                 | 3                  | 1                  |                      | -                    | -                    |               | -             | -             | 34     | 4      |
| 2015–16                       | «Удінезе»                     | A                             | 31        | 3         | КІ                 | 2                  | 0                  |                      | -                    | -                    |               | -             | -             | 33     | 3      |
| Усього за «Удінезе»           | Усього за «Удінезе»           | Усього за «Удінезе»           | 86        | 10        |                    | 9                  | 1                  |                      | -                    | -                    |               | -             | -             | 95     | 11     |
| 2016–17                       | «Сампдорія»                   | A                             | 33        | 5         | КІ                 | 2                  | 0                  | -                    | -                    | -                    | -             | -             | -             | 35     | 5      |
| 2017–18                       | «Спортінг» (Лісабон)          | ПЛ                            | 33        | 11        | КП+КЛ              | 5+4                | 1+0                | ЛЧ+ЛЄ                | 8+6                  | 1+3                  | -             | -             | -             | 56     | 16     |
| 2018–19                       | «Спортінг» (Лісабон)          | ПЛ                            | 33        | 20        | КП+КЛ              | 7+5                | 7+3                | ЛЄ                   | 8                    | 3                    | -             | -             | -             | 53     | 33     |
| 2019-січ. 2020                | «Спортінг» (Лісабон)          | ПЛ                            | 17        | 8         | КП+КЛ              | 1+4                | 0+2                | ЛЄ                   | 5                    | 5                    | СКП           | 1             | 0             | 28     | 15     |
| Усього за «Спортінг»          | Усього за «Спортінг»          | Усього за «Спортінг»          | 83        | 39        |                    | 26                 | 13                 |                      | 27                   | 12                   |               | 1             | 0             | 137    | 64     |
| січ.-черв. 2020               | «Манчестер Юнайтед»           | ПЛ                            | 14        | 8         | КА                 | 3+0                | 1+0                | ЛЄ                   | 5                    | 3                    | -             | -             | -             | 22     | 12     |
| 2020–21                       | «Манчестер Юнайтед»           | ПЛ                            | 37        | 18        | КА+КЛ              | 3+3                | 1+0                | ЛЧ+ЛЄ                | 6+9                  | 4+5                  | -             | -             | -             | 58     | 28     |
| 2021–22                       | «Манчестер Юнайтед»           | ПЛ                            | 36        | 10        | КА+КЛ              | 2+1                | 0                  | ЛЧ                   | 7                    | 0                    | -             | -             | -             | 46     | 10     |
| 2022–23                       | «Манчестер Юнайтед»           | ПЛ                            | 13        | 2         | КА+КЛ              | 0+1                | 0+1                | ЛЄ                   | 6                    | 0                    | -             | -             | -             | 20     | 3      |
| Усього за «Манчестер Юнайтед» | Усього за «Манчестер Юнайтед» | Усього за «Манчестер Юнайтед» | 100       | 38        |                    | 13                 | 3                  |                      | 33                   | 12                   |               | -             | -             | 146    | 53     |
| Усього за кар'єру             | Усього за кар'єру             | Усього за кар'єру             | 325       | 96        |                    | 50                 | 17                 |                      | 60                   | 24                   |               | 1             | 0             | 436    | 137    |

### Статистика виступів за збірну
Станом на 30 січня 2020 року
| Дата       | Місто      | Господарі   | Результат | Гості              | Турнір                                    | Голи | Примітки  |
| ---------- | ---------- | ----------- | --------- | ------------------ | ----------------------------------------- | ---- | --------- |
| 10-11-2017 | Візеу      | Португалія  | 3 – 0     | Саудівська Аравія  | товариський матч                          | -    | 66'       |
| 14-11-2017 | Лейрія     | Португалія  | 1 – 1     | США                | товариський матч                          | -    | 46'       |
| 23-3-2018  | Цюрих      | Єгипет      | 1 – 2     | Португалія         | товариський матч                          | -    | 76'       |
| 26-3-2018  | Женева     | Португалія  | 0 – 3     | Нідерланди         | товариський матч                          | -    | 78'       |
| 2-6-2018   | Брюссель   | Бельгія     | 0 – 0     | Португалія         | товариський матч                          | -    | 87'       |
| 7-6-2018   | Лісабон    | Португалія  | 3 – 0     | Алжир              | товариський матч                          | 1    |           |
| 15-6-2018  | Сочі       | Португалія  | 3 – 3     | Іспанія            | ЧС 2018 - 1-й етап                        | -    | 28' 68'   |
| 20-6-2018  | Москва     | Португалія  | 1 – 0     | Марокко            | ЧС 2018 - 1-й етап                        | -    | 70'       |
| 6-9-2018   | Лісабон    | Португалія  | 1 – 1     | Хорватія           | товариський матч                          | -    | 61'       |
| 11-10-2018 | Хожув      | Польща      | 2 – 3     | Португалія         | Ліга націй УЄФА 2018—2019 - груповий етап | -    | 90'       |
| 14-10-2018 | Лондон     | Шотландія   | 1 – 3     | Португалія         | товариський матч                          | -    | 67'       |
| 5-6-2019   | Порту      | Португалія  | 3 – 1     | Швейцарія          | Ліга націй УЄФА 2018—2019 - півфінал      | -    | 90+1'     |
| 9-6-2019   | Порту      | Португалія  | 1 – 0     | Нідерланди         | Ліга націй УЄФА 2018—2019 - Фінал         | -    | 81'       |
| 7-9-2019   | Белград    | Сербія      | 2 – 4     | Португалія         | Відбір до ЧЄ 2020                         | -    | 85'       |
| 10-9-2019  | Вільнюс    | Литва       | 1 – 5     | Португалія         | Відбір до ЧЄ 2020                         | -    | 89'       |
| 11-10-2019 | Лісабон    | Португалія  | 3 – 0     | Люксембург         | Відбір до ЧЄ 2020                         | -    |           |
| 14-10-2019 | Київ       | Україна     | 2 – 1     | Португалія         | Відбір до ЧЄ 2020                         | -    | 56'       |
| 14-11-2019 | Фару       | Португалія  | 6 – 0     | Литва              | Відбір до ЧЄ 2020                         | -    | 72'       |
| 17-11-2019 | Люксембург | Люксембург  | 0 – 2     | Португалія         | Відбір до ЧЄ 2020                         | 1    | 90'       |
| 5-9-2020   | Порту      | Португалія  | 4 – 1     | Хорватія           | Ліга націй УЄФА 2020—2021 - груповий етап | -    |           |
| 8-9-2020   | Стокгольм  | Швеція      | 0 – 2     | Португалія         | Ліга націй УЄФА 2020—2021 - груповий етап | -    |           |
| 11-10-2020 | Сен-Дені   | Франція     | 0 – 0     | Португалія         | Ліга націй УЄФА 2020—2021 - груповий етап | -    | 80'       |
| 14-10-2020 | Лісабон    | Португалія  | 3 – 0     | Швеція             | Ліга націй УЄФА 2020—2021 - груповий етап | -    | 85' 88'   |
| 14-11-2020 | Лісабон    | Португалія  | 0 – 1     | Франція            | Ліга націй УЄФА 2020—2021 - груповий етап | -    | 72'       |
| 17-11-2020 | Спліт      | Хорватія    | 2 – 3     | Португалія         | Ліга націй УЄФА 2020—2021 - груповий етап | -    | 46'       |
| 24-3-2021  | Турин      | Португалія  | 1 – 0     | Азербайджан        | Відбір до ЧС 2022                         | -    | 46' 81'   |
| 27-3-2021  | Белград    | Сербія      | 2 – 2     | Португалія         | Відбір до ЧС 2022                         | -    | 53' 90+1' |
| 4-6-2021   | Мадрид     | Іспанія     | 0 – 0     | Португалія         | товариський матч                          | -    | 59'       |
| 9-6-2021   | Лісабон    | Португалія  | 4 – 0     | Ізраїль            | товариський матч                          | 2    |           |
| 15-6-2021  | Будапешт   | Угорщина    | 0 – 3     | Португалія         | ЧЄ 2020 - груповий етап                   | -    | 89'       |
| 19-6-2021  | Мюнхен     | Португалія  | 2 – 4     | Німеччина          | ЧЄ 2020 - груповий етап                   | -    | 64'       |
| 23-6-2021  | Будапешт   | Португалія  | 2 – 2     | Франція            | ЧЄ 2020 - груповий етап                   | -    | 72'       |
| 27-6-2021  | Севілья    | Бельгія     | 1 – 0     | Португалія         | ЧЄ 2020 - 1/8 фіналу                      | -    | 55'       |
| 1-9-2021   | Фару       | Португалія  | 2 – 1     | Ірландія           | Відбір до ЧС 2022                         | -    | 62'       |
| 4-9-2021   | Дебрецен   | Катар       | 1 – 3     | Португалія         | товариський матч                          | 1    | 59'       |
| 7-9-2021   | Баку       | Азербайджан | 0 – 3     | Португалія         | Відбір до ЧС 2022                         | -    |           |
| 9-10-2021  | Фару       | Португалія  | 3 – 0     | Катар              | товариський матч                          | -    | 71'       |
| 12-10-2021 | Фару       | Португалія  | 5 – 0     | Люксембург         | Відбір до ЧС 2022                         | 1    | 80'       |
| 11-11-2021 | Дублін     | Ірландія    | 0 – 0     | Португалія         | Відбір до ЧС 2022                         | -    | 75'       |
| 14-11-2021 | Лісабон    | Португалія  | 1 – 2     | Сербія             | Відбір до ЧС 2022                         | -    | 64'       |
| 24-3-2022  | Порту      | Португалія  | 3 – 1     | Туреччина          | Відбір до ЧС 2022                         | -    | 80'       |
| 29-3-2022  | Порту      | Португалія  | 2 – 0     | Північна Македонія | Відбір до ЧС 2022                         | 2    | 87'       |
| 2-6-2022   | Севілья    | Іспанія     | 1 – 1     | Португалія         | Ліга націй УЄФА 2022—2023 - груповий етап | -    | 81'       |
| 5-6-2022   | Лісабон    | Португалія  | 4 – 0     | Швейцарія          | Ліга націй УЄФА 2022—2023 - груповий етап | -    | 32' 67'   |
| 9-6-2022   | Лісабон    | Португалія  | 2 – 0     | Чехія              | Ліга націй УЄФА 2022—2023 - груповий етап | -    | 68'       |
| 12-6-2022  | Лансі      | Швейцарія   | 1 – 0     | Португалія         | Ліга націй УЄФА 2022—2023 - груповий етап | -    | 74'       |
| 24-9-2022  | Прага      | Чехія       | 0 – 4     | Португалія         | Ліга націй УЄФА 2022—2023 - груповий етап | 1    | 77'       |
| 27-9-2022  | Брага      | Португалія  | 0 – 1     | Іспанія            | Ліга націй УЄФА 2022—2023 - груповий етап | -    |           |
| 17-11-2022 | Лісабон    | Португалія  | 4 – 0     | Нігерія            | товариський матч                          | 2    | 46'       |
| 24-11-2022 | Доха       | Португалія  | 3 – 2     | Гана               | ЧС 2022 - груповий етап                   | -    | 90+5'     |
| 28-11-2022 | Лусаїл     | Португалія  | 2 – 0     | Уругвай            | ЧС 2022 - груповий етап                   | 2    |           |
| Усього     |            | Матчів      | 51        |                    | Голів                                     | 13   |           |

| Дата       | Місто             | Господарі   | Результат | Гості      | Турнір                              | Голи | Примітки  |
| ---------- | ----------------- | ----------- | --------- | ---------- | ----------------------------------- | ---- | --------- |
| 13-11-2014 | Бернлі            | Англія      | 3 – 1     | Португалія | Товариський матч                    | -    | 68'       |
| 31-3-2015  | Прага             | Чехія       | 1 – 0     | Португалія | Товариський матч                    | -    |           |
| 8-9-2015   | Тирана            | Албанія     | 1 – 6     | Португалія | Кваліфікація молодіжного Євро-2017  | -    | кап. 66'  |
| 9-10-2015  | Пенафієл          | Португалія  | 2 – 0     | Угорщина   | Кваліфікація молодіжного Євро-2017  | 1    | кап.      |
| 13-10-2015 | Ксанті            | Греція      | 0 – 4     | Португалія | Кваліфікація молодіжного Євро-2017  | -    | кап.      |
| 12-11-2015 | Арока             | Португалія  | 4 – 0     | Албанія    | Кваліфікація молодіжного Євро-2017  | -    | кап. 72'  |
| 17-11-2015 | Петах-Тіква       | Ізраїль     | 0 – 3     | Португалія | Кваліфікація молодіжного Євро-2017  | 1    | кап. 86'  |
| 2-9-2016   | Пасуш-де-Феррейра | Португалія  | 0 – 0     | Ізраїль    | Кваліфікація молодіжного Євро-2017  | -    | кап.      |
| 6-9-2016   | Барселуш          | Португалія  | 1 – 0     | Греція     | Кваліфікація молодіжного Євро-2017  | -    | кап.      |
| 6-10-2016  | Дьєр              | Угорщина    | 3 – 3     | Португалія | Кваліфікація молодіжного Євро-2017  | -    | кап. 87'  |
| 11-10-2016 | Вадуц             | Ліхтенштейн | 1 – 7     | Португалія | Кваліфікація молодіжного Євро-2017  | 1    | кап.      |
| 11-11-2016 | Сетубал           | Португалія  | 3 – 1     | Чехія      | Товариський матч                    | 1    | кап. 46'  |
| 15-11-2016 | Дутінхем          | Нідерланди  | 1 – 1     | Португалія | Товариський матч                    | -    | кап.      |
| 24-3-2017  | Ешторіл           | Португалія  | 3 – 1     | Норвегія   | Товариський матч                    | -    | кап. 46'  |
| 28-3-2017  | Штутгарт          | Німеччина   | 0 – 1     | Португалія | Товариський матч                    | -    | кап. 79'  |
| 17-6-2017  | Бидгощ            | Польща      | 0 – 2     | Португалія | Молодіжне Євро-2017 - груповий етап | 1    | кап. 81'  |
| 20-6-2017  | Гдиня             | Португалія  | 1 – 3     | Іспанія    | Молодіжне Євро-2017 - груповий етап | -    | кап. 70'ù |
| Усього     |                   | Матчів      | 17        |            | Голів                               | 6    |           |

## Досягнення
- Володар Кубка Футбольної ліги (1):

Манчестер Юнайтед: 2023
- Володар Кубка Англії (1):

«Манчестер Юнайтед»: 2024
- Володар Кубка португальської ліги (2):

Спортінг (Лісабон): 2018, 2019
- Володар Кубок Португалії (1):

Спортінг (Лісабон): 2019
Найкращий бомбардир розіграшу Ліги Європи: 2019—2020 (8 м'ячів)
- Переможець Ліги націй УЄФА: 2018-19, 2024-25